# الانتخابات الفيدرالية الأسترالية 2025
أُجريت الانتخابات الفيدرالية الأسترالية لعام 2025 يوم السبت الموافق 3 مايو 2025 لانتخاب أعضاء البرلمان الأسترالي الثامن والأربعين. فازت حكومة حزب العمال الأسترالي الحالية، بقيادة أنتوني ألبانيز، بإعادة انتخابها لفترة ولاية ثانية على التوالي في فوز كبير، مما أدى إلى زيادة أغلبيتها البرلمانية. تجاوزت النتيجة كل استطلاعات الرأي المنشورة تقريبًا والتي توقعت أغلبية أصغر لحكومة حزب العمال أو برلمان معلق. كانت الانتخابات على جميع مقاعد مجلس النواب البالغ عددها 150 مقعدًا، وعلى 40 من أصل 76 مقعدًا في مجلس الشيوخ.
قبل الإعلان اللجنة الانتخابية الأسترالية رسميًا عن نتيجة أي مقاعد، اعترف داتون بالهزيمة بعد الساعة 9:30 مساءً بتوقيت شرق أستراليا في ليلة الانتخابات، حيث أعلن أنه اتصل برئيس الوزراء أنتوني ألبانيز لتهنئته بإعادة انتخاب حزب العمال.
توقع أحد المحللين الانتخابين البارزين فوز حزب العمال بولاية ثانية خلال ثلاث ساعات من إغلاق صناديق الاقتراع على الساحل الشرقي.

## خلفية

### الانتخابات السابقة
في الانتخابات السابقة التي جرت في مايو 2022، شكل حزب العمال بقيادة أنتوني ألبانيز حكومة بعد تسع سنوات في المعارضة، وفاز بـ77 مقعدا في مجلس النواب، وهو ما يكفي للحصول على أغلبية مقعدين. بينما فاز التحالف الليبرالي الوطني الذي حكم في السابق بـ 58 مقعدًا فقط وتحول إلى المعارضة. جرى توسيع المقاعد المشتركة، التي تتكون من أحزاب أخرى ومستقلين، إلى 16 مقعدًا: عشرة منها يشغلها مستقلون (بما في ذلك سبعة يشغلها تجمع فضفاض من المستقلين ذوي اللون الأزرق الفيروزي teal independents)، وأربعة مقاعد يشغلها حزب الخضر، ومقعد لكل من تحالف الوسط وحزب كاتر الأسترالي.
وفي مجلس الشيوخ، لم يحقق حزب العمال أي مكاسب وظل ثابتا عند 26 مقعدا إجمالا، وبالتالي يتطلب 13 تصويتا إضافيا في مجلس الشيوخ لإقرار التشريع. خسر الائتلاف أربعة مقاعد واحتفظ بـ32 مقعدًا فقط. حصل حزب الخضر على ثلاثة مقاعد مقابل 12. كما حافظ حزب "أمة واحدة" على ثباته بمقعدين، بينما خسر كل من "تحالف الوسط" و "فريق ريكس باتريك" مقاعدهما في مجلس الشيوخ، بينما حصلت شبكة "جاكي لامبي" على مقعد ثان. وانتُخب ديفيد بوكوك عضوًا مستقلًا في مجلس الشيوخ على قائمته الخاصة، كما حصل حزب أستراليا المتحدة أيضًا على مقعد واحد.

### تكوين البرلمان
افتتح البرلمان السابع والأربعون في 26 يوليو 2022. دخل الحزب الليبرالي البرلمان بزعيم جديد، حيث حل وزير الدفاع والشؤون الداخلية السابق بيتر داتون محل رئيس الوزراء المنتهية ولايته سكوت موريسون. في 23 ديسمبر 2022، ترك عضو البرلمان عن حزب الوطنيين في كالاري، أندرو جي، الحزب وأصبح مستقلاً، بعد قرار الحزب بمعارضة الصوت الأصلي في البرلمان Indigenous Voice to Parliamentعلناً. أدى هذا التغيير في الأحزاب إلى زيادة المقاعد المشتركة Crossbench إلى 17 مقعدًا، مع انخفاض الائتلاف إلى 57 مقعدًا.
في 16 يناير 2023، توفي السيناتور الليبرالي جيم مولان وحل محله ماري كوفاسيتش في مايو من ذلك العام. في 6 فبراير 2023، استقالت عضو مجلس الشيوخ عن حزب الخضر ليديا ثورب من الحزب لتصبح مستقلة. في الأول من أبريل 2023، فازت ماري دويل من حزب العمال بالانتخابات الفرعية في أستون بعد استقالة النائب الليبرالي آلان تودج. اعتبرت النتيجة مفاجأة كبيرة وشهدت المرة الأولى التي تفوز فيها حكومة قائمة بمقعد من المعارضة منذ الانتخابات الفرعية في كالجوورلي عام 1920. ونتيجة لذلك، زاد حزب العمال عدد مقاعده في مجلس النواب إلى 78 مقعدا، في حين انخفض عدد مقاعد الائتلاف إلى 56 مقعدا. في مايو 2023، استقال النائب الليبرالي الوطني ستيوارت روبرت، مما أدى إلى إجراء انتخابات فرعية أخرى، هذه المرة في مقعد فادن على جولد كوست. فاز بهذا المقعد مرشح الحزب الوطني الليبرالي كاميرون كالدويل، مما أدى إلى إبقاء تشكيلة البرلمان دون تغيير. وفي مايو 2023 أيضًا، شكلت داي لي، العضو المستقل عن مقعد فاولر في غرب سيدني، حزبها السياسي الخاص، شبكة داي لي وفرانك كاربون، إلى جانب فرانك كاربون، عمدة فيرفيلد. وكان مقر الحزب الأساسي في غرب سيدني.
في 15 يونيو 2023، طُرد السيناتور الليبرالي ديفيد فان من الحزب بعد مزاعم سوء السلوك الجنسي التي أطلقها السيناتور السابقة عن الحزب الوطني الليبرالي أماندا ستوكر والسيناتور المستقلة ليديا ثورب. واستمر في فترة ولايته مستقلاً. في 14 نوفمبر 2023، وبعد هزيمة الحزب في الانتخابات التمهيدية، غادر النائب الليبرالي راسل برودبنت الحزب ليجلس على المقاعد المشتركة crossbench. وشهد شهر نوفمبر أيضًا عودة ديف شارما إلى البرلمان، هذه المرة بصفته عضوًا في مجلس الشيوخ الليبرالي، بعد استقالة المخضرمة في الحزب ماريز باين. في 4 ديسمبر 2023، توفيت عضو البرلمان عن حزب العمال بيتا مورفي بسبب السرطان، مما أدى إلى تقليص نصيب حزب العمال إلى 77 مقعدًا، على الرغم من استعادة حصة الحزب إلى 78 مقعدًا في 2 مارس 2024، عندما احتفظت المرشحة جودي بيلييا بمقعد دانكلي في الانتخابات الفرعية. وبالمثل، انخفضت مقاعد الحزب الليبرالي بمقعد واحد في 28 فبراير 2024، عندما استقال رئيس الوزراء السابق والنائب سكوت موريسون من مقعد كوك، على الرغم من أن المرشح الليبرالي سيمون كينيدي احتفظ بالمقعد للحزب في الانتخابات الفرعية في كوك عام 2024.
استقال السيناتور العمالي بات دودسون من مجلس الشيوخ في يناير 2024 أثناء خضوعه لعلاج السرطان. وحل مكانه فارون غوش. توفيت عضو مجلس الشيوخ عن حزب العمال ليندا وايت في مارس 2024 وحلت محلها ليزا دارمانين، بينما استقالت عضو مجلس الشيوخ عن حزب الخضر جانيت رايس في الشهر التالي وحل محلها ستيف هودجينز ماي. حدثت تغييرات في تكوين الحزب عندما استقالت عضو مجلس الشيوخ التسماني تامي تيريل من شبكة جاكي لامبي لتصبح مستقلة في 28 مارس 2024، وغادرت عضو مجلس الشيوخ العمالي فاطمة بيمان الحزب وانضمت إلى المقاعد المشتركة بوصفها مستقلة في يوليو 2024، مشيرة إلى الخلاف مع موقف الحزب بشأن الاجتياح الإسرائيلي لغزة. وبعد ثلاثة أشهر، أسست بيمان حزب صوت أستراليا، مشيرة إلى أنها تنوي أن يقدم الحزب مرشحين في مجلسي البرلمان في هذه الانتخابات. تغير تكوين مجلس الشيوخ مرة أخرى في 25 أغسطس 2024 عندما استقال عضو مجلس الشيوخ عن الحزب الوطني الليبرالي جيرارد رينيك من الحزب وانتقل إلى المقاعد المقاعد المشتركة مستقلًا بعد هزيمته في الاختيار الأولي. وكما هو الحال مع بيمان، أعلن هو أيضًا عن نيته في إنشاء حزب سياسي يُدعى حزب الشعب أولاً، بحيث يظهر اسمه أعلى السطر على ورقة الاقتراع في الانتخابات.
في 28 يناير 2025، استقال السيناتور الليبرالي سيمون برمنغهام من البرلمان. وفي الأسبوع التالي، في 6 فبراير 2025، جرى تعيين ليا بليث في مجلس الشيوخ بديلةً له. ظل مقعدان في مجلس النواب شاغرين قبل الانتخابات. استقال النائب الوطني الليبرالي كيث بيت، الذي كان يمثل الحزب الوطني، من مقعد هينكلر في 19 يناير 2025، وفي اليوم التالي غادر النائب العمالي بيل شورتن مقعد ماريبيرنونج. وبما أن استقالاتهم حدثت قبل وقت قصير من الانتخابات الفيدرالية، لم تُجرى انتخابات فرعية.

### أحداث البرلمان السابع والأربعين
احتفظ كلا الحزبين الرئيسيين بزعمائهما طوال مدة البرلمان السابع والأربعين، حيث شغل أنتوني ألبانيز فترة كاملة رئيسًا للوزراء وفترة ثانية متتالية زعيمًا لحزب العمال، بينما أكمل بيتر داتون فترة ولايته الكاملة الأولى زعيمًا للمعارضة وزعيمًا للحزب الليبرالي. جرى تعديل وزارة ألبانيز في يوليو 2024، تلاها تعديل طفيف في يناير 2025، في حين جرى تعديل وزارة الظل بقيادة بيتر داتون في أبريل 2023، ومارس 2024، ويناير 2025.
كان استفتاء صوت السكان الأصليين الأستراليين لعام 2023 2023 Australian Indigenous Voice referendumبارزًا بشكل واضح في الخطاب السياسي خلال النصف الأول من الدورة البرلمانية. حيث طُرح موضوع صوت السكان الأصليين لأول مرة في بيان أولورو Uluru Statement from the Heartعام 2017، وقد دعمه حزب العمال ضمن برنامجه الانتخابي لعام 2022. في البداية، اجتذبت حملة "نعم" للمقترح دعما من الحزبين، بما في ذلك شخصيات الائتلاف مثل جي، ووزير السكان الأصليين الأستراليين السابق كين وايت، ووزير الظل للسكان الأصليين آنذاك جوليان ليسر. ومع ذلك، رفض الحزب الوطني "المقترح" في نوفمبر 2022، كما فعل الحزب الليبرالي في أبريل 2023. تولت عضو مجلس الشيوخ عن الحزب الليبرالي الريفي جاسينتا نامبيجينبا برايس، التي خلفت ليسر في منصب وزير الظل لشؤون السكان الأصليين، دورًا بارزًا في حملة الرفض. وفي أغسطس 2023، أعلن ألبانيز أن الاستفتاء سيُعقد في 14 أكتوبر 2023. صوت 60% من الناخبين، بما في ذلك الأغلبية في جميع الولايات الست، ضد التعديلات الدستورية المقترحة.
وبعد وفاة الملكة إليزابيث الثانية، رئيسة الدولة التي حكمت طويلاً في أستراليا وممالك الكومنولث الأخرى، في سبتمبر 2022، تلاها تتويج الملك تشارلز الثالث في مايو 2023؛ ونتيجة لذلك، كانت انتخابات عام 2025 هو أول انتخابات فيدرالية في عهد تشارلز الثالث. زار الملك تشارلز استراليا في أكتوبر 2024، وهي أول زيارة يقوم بها ملك حاكم منذ عام 2011. حظيت السيناتور المستقلة ليديا ثورب، التي استقالت من حزب الخضر في فبراير 2023 بسبب الخلافات بشأن مقترح "تصويت السكان الأصليين"، باهتمام إعلامي كبير بسبب صراخها على تشارلز خلال حدث في مبنى البرلمان في كانبرا. بدأت الاحتجاجات ضد حرب الإبادة الإسرائيلية لغزة في أستراليا في أكتوبر 2023؛ وقد عُدت الاستجابات للحرب، وخاصة بين المجتمعات اليهودية والمسلمة المحلية، على أنها تهديد كبير للخطاب السلمي في أستراليا. كما زادت حوادث ضد اليهود والمسلمين، مما دفع الحكومة إلى تعيين ثلاثة "مبعوثين خاصين": في يوليو 2024، جيليان سيجال مبعوثة خاصة لمكافحة معاداة السامية، والنائب العمالي بيتر خليل مبعوث خاص للتماسك الاجتماعي؛ وفي سبتمبر 2024، أفتاب مالك مبعوث خاص لمكافحة معاداة الإسلام.
ظل تغير المناخ قضية بارزة، ويرجع ذلك جزئيًا إلى تأثير الكوارث الطبيعية، بما في ذلك فيضانات جنوب شرق أستراليا عام 2022 وموسم حرائق الغابات الأسترالية 2023-2024، والذي أدى إلى وفاة سبعة أشخاص وعشر وفيات على التوالي، بالإضافة إلى إعصار جاسبر وإعصار ألفريد، اللذين تسببا في أضرار جسيمة للممتلكات على الساحل الشرقي في ديسمبر 2023 ومارس 2025 على التوالي. وشملت التغييرات في البنية التحتية الحكومية ما يلي: إنشاء اللجنة الوطنية لمكافحة الفساد في يوليو 2023؛ وإطلاق صندوق الإسكان المستقبلي في أستراليا في نوفمبر 2023؛ واستبدال محكمة الاستئناف الإدارية بمحكمة المراجعة الإدارية في أكتوبر 2024؛ وإقرار مشروع قانون تعديل السلامة عبر الإنترنت في نوفمبر 2024.

### الترتيب الحالي والتأرجح
ترتيب الأحزاب وفقًا لحصتها من الأصوات في الانتخابات الفيدرالية الأخيرة
| الانتماء      | الانتماء         | مجلس النواب         | مجلس النواب               | مجلس النواب | مجلس الشيوخ         | مجلس الشيوخ               | مجلس الشيوخ |
| الانتماء      | الانتماء         | نتائج انتخابات 2022 | اعتبارا من 24 فبراير 2025 | التغيير     | نتائج انتخابات 2022 | اعتبارا من 24 فبراير 2025 | التغيير     |
| ------------- | ---------------- | ------------------- | ------------------------- | ----------- | ------------------- | ------------------------- | ----------- |
|               | العمل            | 77                  | 77                        | 0           | 26                  | 25                        | ▼ 1         |
|               | التحالف          | 58                  | 53                        | ▼ 5         | 32                  | 30                        | ▼ 2         |
|               | الخضر            | 4                   | 4                         | 0           | 12                  | 11                        | ▼ 1         |
|               | أمة واحدة        | 0                   | 0                         | 0           | 2                   | 2                         | 0           |
|               | أستراليا المتحدة | 0                   | 0                         | 0           | 1                   | 1                         | 0           |
|               | الأسترالي كاتر   | 1                   | 1                         | 0           | 0                   | 0                         | 0           |
|               | تحالف المركز     | 1                   | 1                         | 0           | 0                   | 0                         | 0           |
|               | شبكة لامبي       | 0                   | 0                         | 0           | 2                   | 1                         | ▼ 1         |
|               | صوت أستراليا     | 0                   | 0                         | 0           | 0                   | 1                         | ▲ 1         |
|               | الناس أولا       | 0                   | 0                         | 0           | 0                   | 1                         | ▲ 1         |
|               | المستقلون        | 10                  | 13                        | ▲ 3         | 1                   | 4                         | ▲ 3         |
|               | شاغر             | 0                   | 2                         | ▲ 2         | 0                   | 0                         |             |
| مجموع المقاعد | مجموع المقاعد    | 151                 | 151                       | 151         | 76                  | 76                        | 76          |

## النظام الانتخابي
يُنتخب أعضاء مجلس النواب بالتصويت التفضيلي الكامل. كل دائرة انتخابية تنتخب عضوا واحدا. بينما يُنتخب أعضاء مجلس الشيوخ عن طريق التمثيل النسبي باستخدام صوت واحد قابل للتحويل. وفي الولايات، يُنتخب أعضاء مجلس الشيوخ من دوائر انتخابية على مستوى الولاية تتألف من اثني عشر عضوًا (على الرغم من أنه في معظم الحالات يجري التنافس على ستة مقاعد فقط في انتخابات واحدة)، وفي الأقاليم من دوائر انتخابية على مستوى الإقليم تتألف من عضوين. يجري فرز الأصوات مرتين على الأقل، في مكان الاقتراع، وبدءًا من ليلة الاثنين بعد يوم الانتخابات، في مراكز الفرز.

### إعادة التوزيع
يتعين على اللجنة الانتخابية الأسترالية، بعد مرور عام واحد على اليوم الأول لانعقاد مجلس النواب الجديد، تحديد عدد الأعضاء الذين يحق لكل ولاية وإقليم تمثيلهم. إذا تغير العدد في أي ولاية، فسيكون إعادة التوزيع مطلوبًا في تلك الولايات. ويجري تأجيل إعادة التوزيع إذا بدأ خلال عام واحد من انتهاء ولاية مجلس النواب. كان قرار التوزيع في يوليو 2023 بناءً على أرقام السكان لشهر ديسمبر 2022. وأدى القرار إلى تقليص مقعد واحد في نيو ساوث ويلز إلى 46، وتقليص مقعد واحد في فيكتوريا إلى 38، وزيادة مقعد واحد في غرب أستراليا إلى 16. وكان من المتوقع أن ينخفض العدد الإجمالي للمقاعد في مجلس النواب من 151 إلى 150 مقعدًا في الانتخابات الفيدرالية لعام 2025.
في مايو ويونيو 2024، أصدرت اللجنة الانتخابية الأسترالية مسودة مقترحاتها بشأن تغييرات الهيئة الانتخابية، حيث أوصت بإنشاء قسم بولوينكل (أستراليا الغربية) في الضواحي الشرقية الخارجية لمدينة بيرث، وإلغاء قسم هيجينز (فيكتوريا) في جنوب شرق ملبورن الداخلي (الذي تسيطر عليه ميشيل أناندا راجا من حزب العمال) وقسم شمال سيدني (نيو ساوث ويلز) في شمال شرق سيدني الداخلي (الذي تسيطر عليه كايليا تينك، وهي مستقلة). وبالإضافة إلى ذلك، اقترحت اللجنة تعديل حدود العديد من المقاعد في الولايات الثلاث.
وقد أكدت اللجنة التغييرات التي أجريت في غرب أستراليا وفيكتوريا في 5 سبتمبر 2024، ونُشرت الحدود الجديدة في الجريدة الرسمية في 24 سبتمبر و17 أكتوبر على التوالي. وتأكدت التغييرات في نيو ساوث ويلز في 12 سبتمبر، ونُشرت في الجريدة الرسمية في 10 أكتوبر 2024. وذكر أنطوني جرين، أن بعض التغييرات الأكثر أهمية في الدوائر الانتخابية الحالية تضمنت ما يلي: قسم هاسلوك، الذي فقد جزءًا كبيرًا من مساحته لصالح المقعد الجديد في بولوينكل وانتقل غربًا إلى ضواحي بيرث الشمالية الشرقية؛ أما في ملبورن، فقد انتقل قسما ملبورن وويلز إلى الجنوب، وانتقل قسما تشيشولم ومينزيس غربًا؛ انتقل قسم ريفيرينا إلى الجنوب الشرقي وخسر بلدات ويست ويالونج وباركس وفوربس؛ وفقد قسم هيوم غالبية مساحته في الجنوب، بما في ذلك مدينة جولبورن. كان هناك أيضًا تعديل صغير على الدوائر الانتخابية الفيدرالية في الإقليم الشمالي، حيث حصلت قسم سولومون على بعض الضواحي الشرقية لمدينة بالمرستون من قسم لينجياري.
كان من المقرر أن يجري إعادة توزيع الحدود الانتخابية لولاية تسمانيا في نوفمبر 2024، وذلك بسبب مرور سبع سنوات منذ يوم التحديد الأخير في الولاية؛ ومع ذلك، تأجل ذلك لأنه سيحدث قبل أقل من عام واحد من انتهاء ولاية مجلس النواب. وبدلاً من ذلك، ستبدأ عملية إعادة التوزيع في غضون 30 يومًا بعد اليوم الأول من انعقاد مجلس النواب الجديد في البرلمان الثامن والأربعين.

### تسجيل الناخبين
يعد تسجيل الناخبين المؤهلين إلزاميًا. يجب على الناخبين إخطار لجنة الانتخابات الأسترالية في غضون 8 أسابيع من تغيير عنوانهم أو بعد بلوغهم سن 18 عامًا. تُغلق سجلات الناخبين للتسجيلات الجديدة أو تحديث التفاصيل بعد حوالي أسبوع من إصدار أوامر تنظيم الانتخابات. التسجيل اختياري لمن يبلغون 16 أو 17 عامًا، ولكن لا يمكنهم التصويت حتى يبلغوا 18 عامًا، ويمكن للأشخاص الذين تقدموا بطلب للحصول على الجنسية الأسترالية أيضًا التقدم بطلب للتسجيل المؤقت الذي يدخل حيز التنفيذ عند منح الجنسية.

## موعد الانتخابات

### الأحكام الدستورية والقانونية
تتضمن الأحكام الدستورية والقانونية التي تؤثر على اختيار مواعيد الانتخابات ما يلي:
- تنص المادة 12 من الدستور على ما يلي: "يجوز لحاكم أي ولاية إصدار أوامر لانتخاب أعضاء مجلس الشيوخ لتلك الولاية".[48]
- ينص القسم 13 من الدستور على أن انتخاب أعضاء مجلس الشيوخ يجب أن يجري خلال فترة اثني عشر شهرًا قبل أن تصبح المناصب شاغرة.[49]
- ينص القسم 28 من الدستور على ما يلي: "يستمر كل مجلس نواب لمدة ثلاث سنوات من تاريخ أول جلسة له، ولا يجوز تمديدها لفترة أطول، ولكن يجوز للحاكم العام حله قبل ذلك".[50] وبما أن البرلمان الأسترالي السابع والأربعون افتُتح في 26 يوليو 2022، فتنتهي مدته في 25 يوليو 2025.
- تنص المادة 32 من الدستور على ما يلي: "يجب إصدار الأوامر خلال عشرة أيام من انتهاء ولاية مجلس النواب أو من إعلان حله".[51] أي بعد عشرة أيام من 25 يوليو 2025، فيكون الرابع من أغسطس 2025.
- تنص المادة 156 (1) من قانون الانتخابات المركزية على ما يلي: "لا يجوز أن يقل التاريخ المحدد لترشيح المرشحين عن 10 أيام ولا يزيد عن 27 يومًا من تاريخ الأمر".[52] أي بعد سبعة وعشرين يومًا من 4 أغسطس 2025، فيكون 31 أغسطس 2025.
- تنص المادة 157 من قانون الانتخابات المركزية على ما يلي: "لا يجوز أن يقل الموعد المحدد للاقتراع عن 23 يومًا ولا يزيد عن 31 يومًا من تاريخ الترشيح".[53] أي بعد واحد وثلاثين يومًا من 31 أغسطس 2025 فيكون 1 أكتوبر 2025، وهو يوم أربعاء.
- تنص المادة 158 من قانون الانتخابات المركزية على ما يلي: "يُحدد يوم الاقتراع يوم السبت".[54] والسبت الذي يسبق الأول من أكتوبر 2025 هو 27 سبتمبر 2025، وهو آخر موعد ممكن لانتخابات مجلس النواب.

يجب أن تُجرى انتخابات أعضاء مجلس الشيوخ خلال عام واحد قبل انتهاء مدة انتخابات نصف مجلس الشيوخ، بحيث لا يمكن إصدار أوامر إجراء انتخابات نصف مجلس الشيوخ قبل 1 يوليو 2024. نظرًا لأن الحملات الانتخابية تستمر لمدة 33 يومًا على الأقل، فإن أقرب موعد ممكن لإجراء انتخابات متزامنة لمجلس النواب/نصف مجلس الشيوخ هو يوم السبت 3 أغسطس 2024. إن الموعد النهائي لإجراء انتخابات نصف مجلس الشيوخ يجب أن يسمح بالوقت اللازم لإحصاء الأصوات قبل تولي أعضاء مجلس الشيوخ المنتخبين حديثًا مناصبهم في الأول من يوليو 2025. جرى مراجعة أوامر الانتخابات السابقة في 24 يونيو 2022، بعد 34 يومًا من الانتخابات الفيدرالية لعام 2022. وباستخدام هذا الإطار الزمني، فإن آخر موعد ممكن لإجراء انتخابات نصف مجلس الشيوخ هو يوم السبت 17 مايو 2025.
لا يمكن الدعوة إلى حل مزدوج للمجلسين (وهو حكم يكسر الجمود لحل مجلسي البرلمان) خلال ستة أشهر قبل تاريخ انتهاء ولاية مجلس النواب. وهذا يعني أن أي حل مزدوج للبرلمان السابع والأربعين كان يجب أن يجري الموافقة عليه بحلول 24 يناير 2025. مع مراعاة نفس المراحل المذكورة أعلاه، فإن آخر موعد ممكن لإجراء انتخابات الحل المزدوج كان ليكون 29 مارس 2025. لا يمكن أن يحدث هذا إلا إذا رُفض مشروع قانون يمرر في مجلس النواب من قِبل مجلس الشيوخ مرتين، بفارق ثلاثة أشهر على الأقل.

### اختيار موعد الانتخابات
في 5 سبتمبر 2024، أثناء إعلان وزير NDIS والخدمات الحكومية بيل شورتن عن اعتزاله الوشيك للسياسة، اقترح رئيس الوزراء أنتوني ألبانيز أنه قد يحدد موعدًا للانتخابات لتكون في تاريخ لاحق لرحيل شورتن عن البرلمان في فبراير 2025، مع الإشارة إلى أن الانتخابات كانت مقررة بحلول مايو 2025. وكان لا بد من الأخذ في الاعتبار الانتخابات التي جرت في ولاية أستراليا الغربية في الثامن من مارس 2025. إن إجراء الانتخابات الفيدرالية في ذلك اليوم يتطلب إعادة جدولة انتخابات الولاية إلى يوم السبت التالي. كما أن عقد انتخابات الولاية والانتخابات الفيدرالية في وقت قريب للغاية لم يكن أمراً مرغوباً فيه. ولمنع تضارب الحملات الانتخابية لانتخابات الولاية والانتخابات الفيدرالية، فمن الأفضل أن تتم الدعوة إلى إجراء الانتخابات الفيدرالية بعد انتخابات الولاية. وإذا أخذنا في الاعتبار الحد الأدنى لفترة الحملة الانتخابية التي تبلغ 33 يومًا، فإن أقرب موعد ممكن للانتخابات كان ليكون 12 أبريل 2025. كان من شأن الدعوة إلى إجراء الانتخابات في أوائل مارس في ذلك التاريخ أن تتطلب تأجيل الميزانية الفيدرالية الأسترالية لعام 2025 المقررة في 25 مارس إلى ما بعد الانتخابات.
بالتزامن مع تزايد التكهنات الإعلامية في الأسبوع الأول من مارس 2025 بأن ألبانيز قد يدعو إلى إجراء الانتخابات الفيدرالية في 12 أبريل، كان من المتوقع أن يضرب الإعصار ألفريد اليابسة ويؤثر على جنوب شرق كوينزلاند وشمال نيو ساوث ويلز في أو حوالي 8 مارس (نفس تاريخ انتخابات ولاية غرب أستراليا). في السابع من مارس، أعلن ألبانيز أنه استبعد إجراء انتخابات في 12 أبريل، وأن حكومته ستقدم الميزانية في 25 مارس كما هو مقرر. وكان الهدف من ذلك منع الحاجة إلى مغادرة ألبانيز لمنطقة الإعصار والتوجه إلى كانبيرا للدعوة إلى الانتخابات، وكذلك منع الإعلان عن الحملة الانتخابية وبدءها من التعارض مع التعامل مع الإعصار وجهود التعافي. وبما أن يومي السبت 19 أبريل و26 أبريل يتزامنان مع عطلات نهاية الأسبوع الطويلة الهامة على مستوى البلاد، أي عطلتي عيد الفصح ويوم أنزاك، فإن إجراء انتخابات في هذين اليومين من المرجح أن يكون مشكلة وغير مُرحب به شعبيًا. وهذا يجعل أيام السبت 3 مايو أو 10 مايو أو 17 مايو هي التواريخ المعقولة الوحيدة من بين هذه الأيام، يتزامن يوم 3 مايو مع عطلة نهاية أسبوع طويلة في كوينزلاند والإقليم الشمالي بمناسبة عيد العمال ويوم مايو على التوالي.
قبل إعلان الميزانية الفيدرالية لعام 2025، راجت تكهنات بأن ألبانيز سيدعو للانتخابات إما يوم الجمعة أو الأحد التاليين للميزانية، مع احتمال إجرائها في 3 أو 10 مايو. وتزايدت هذه التكهنات مع انتشار شائعات تفيد بأن ألبانيز قد يعلن عن الانتخابات في وقت مبكر، أي يوم الجمعة 28 مارس، في أحد هذين التاريخين. نشرت إدارة رئيس الوزراء ومجلس الوزراء في يوم الخميس 27 مارس عن طريق الخطأ رسالة إلى منصة التواصل الاجتماعي X، ثم حذفتها، في إشارة إلى أن الحكومة في "وضع تصريف الأعمال". وأدى هذا على الفور إلى تأجيج التكهنات بأن الانتخابات سيجري الدعوة إليها في صباح اليوم التالي. أفادت العديد من وسائل الإعلام أنها تتوقع الدعوة إلى إجراء انتخابات في 3 مايو. وبالفعل جرت الدعوة إلى إجراء انتخابات في 3 مايو في 28 مارس، عندما زار ألبانيز الحاكم العام سام موستين ونصحها بتأجيل البرلمان وحل مجلس النواب، وهو ما فعلته.

## الجدول الزمني للانتخابات
صرحت اللجنة الانتخابية الأسترالية (AEC) أنه وفقًا لقانون الانتخابات الكومنولث لعام 1918 ، فإن التواريخ الرئيسية لهذه الانتخابات هي كما يلي:
- إصدار أوامر تنظيم الانتخابات – الاثنين 31 مارس
- إغلاق التسجيل – الساعة 8 مساءً، يوم الاثنين 7 أبريل
- إغلاق الترشيحات – الساعة 12 ظهرًا، الخميس 10 أبريل
- إعلان الترشيحات النهائية – الساعة 12 ظهرًا، الجمعة 11 أبريل
- فتح باب التصويت المبكر – الثلاثاء 22 أبريل
- فتح باب التصويت عبر الهاتف المحمول – الثلاثاء 22 أبريل
- إغلاق طلبات التصويت البريدي – الساعة 6 مساءً، الأربعاء 30 أبريل
- يوم الاقتراع (من الساعة 8 صباحًا حتى الساعة 6 مساءً) - السبت 3 مايو
- آخر يوم لاستلام الأصوات البريدية – الجمعة 16 مايو
- آخر موعد لإرجاع أوامر تنظيم الانتخابات هو الأربعاء 9 يوليو

ينص الجدول الثاني من قانون خدمات البث لعام 1992 على أنه من الساعة 12 صباحًا في يوم 1 مايو حتى يوم 3 مايو عندما تغلق صناديق الاقتراع في الساعة 6 مساءً، يُحظر بث البيانات السياسية على التلفزيون. لا تشمل فترة "الانقطاع" هذه الإعلانات على وسائل التواصل الاجتماعي أو الصحف أو الرسائل النصية أو اتصالات البريد الإلكتروني أو خدمات البث.

### شعارات الأحزاب
| الحزب أو المرشح | الحزب أو المرشح | شعار                                              | مرجع   |
| --------------- | --------------- | ------------------------------------------------- | ------ |
|                 | العمال          | بناء مستقبل أستراليا                              | [ 72 ] |
|                 | التحالف         | دعونا نعيد أستراليا إلى المسار الصحيح             | [ 72 ] |
|                 | الخضر           | إذا كنت تريد التغيير فالخطوة الأولى هي التصويت له | [ 73 ] |
|                 | بوق الوطنيين    | اجعل أستراليا عظيمة مرة أخرى                      | [ 74 ] |

## النتائج
| الإبلاغ:                   |                              |                              |               |               | |         |         |
| الحزب                      | الحزب                        | الحزب                        | التصويت الأول | التصويت الأول | التصويت الأول | المقاعد | المقاعد |
| الحزب                      | الحزب                        | الحزب                        | التصويت       | %             | الكسر | المقاعد | التغيير |
|                            | العمل                        | العمل                        | 4,581,720     | 34.76         | +2.18 |         |         |
|                            |                              | الليبراليين                  | 2,741,389     | 20.80         | -3.09 |         |         |
|                            | الوطني الليبرالي (Qld)       | 901,386                      | 6.84          | -1.16         | |         |         |
|                            | الوطنية                      | 546,424                      | 4.15          | +0.55         | |         |         |
|                            | ليبريل للدولة (NT)           | 32,019                       | 0.24          | +0.04         | |         |         |
| التحالف الليبرالي/الوطني   | التحالف الليبرالي/الوطني     | 4,221,218                    | 32.03         | −3.66         | |         |         |
|                            | الخضراء                      | الخضراء                      | 1,564,151     | 11.87         | -0.38 |         |         |
|                            | المستقلون                    | المستقلون                    | 996,298       | 7.56          | +2.27 |         |         |
|                            | أمة واحدة                    | أمة واحدة                    | 821,640       | 6.23          | +1.27 |         |         |
|                            | طوق الوطنيين                 | طوق الوطنيين                 | 243,285       | 1.85          | +1.46 |         |         |
|                            | العائلة أول حفلة             | العائلة أول حفلة             | 226,053       | 1.71          | +1.71 |         |         |
|                            | تَشريع القنب                  | تَشريع القنب                  | 152,235       | 1.15          | +1.11 |         |         |
|                            | الليبراليين                  | الليبراليين                  | 71,343        | 0.54          | +0.54 |         |         |
|                            | الناس أولاً                   | الناس أولاً                   | 58,184        | 0.44          | +0.44[f] |         |         |
|                            | كاتر أسترالية                | كاتر أسترالية                | 46,266        | 0.35          | -0.03 |         |         |
|                            | تحالف المركز                 | تحالف المركز                 | 33,101        | 0.25          | 0.00 |         |         |
|                            | العدالة الحيوانية            | العدالة الحيوانية            | 28,077        | 0.21          | -0.39 |         |         |
|                            | المسيحيون الأستراليون        | المسيحيون الأستراليون        | 26,699        | 0.20          | +0.06 |         |         |
|                            | المطلقون والصيادون والفلاحون | المطلقون والصيادون والفلاحون | 23,505        | 0.18          | +0.05 |         |         |
|                            | الاشتراكيون الفيكتوريون      | الاشتراكيون الفيكتوريون      | 20,389        | 0.15          | -0.04 |         |         |
|                            | حزب المواطنين                | حزب المواطنين                | 17,942        | 0.14          | +0.11 |         |         |
|                            | التحالف الاشتراكي            | التحالف الاشتراكي            | 16,003        | 0.12          | +0.04 |         |         |
|                            | الاندماج                     | الاندماج                     | 11,314        | 0.09          | 0.00 |         |         |
|                            | السكان الأصليين              | السكان الأصليين              | 5,375         | 0.04          | -0.01 |         |         |
|                            | هارت                         | هارت                         | 4.469         | 0.03          | -0.15 |         |         |
|                            | أستراليين عظيمين             | أستراليين عظيمين             | 1,206         | 0.01          | -0.20 |         |         |
|                            | الديمقراطيين                 | الديمقراطيين                 | 621           | 0.00          | 0.00 |         |         |
|                            | غير مرتبطة                   | غير مرتبطة                   | 11,369        | 0.09          | +0.08 |         |         |
| إجمالي                     | إجمالي                       | إجمالي                       | 13,182,463    |               | |         |         |
| التصويت المفضل بين الحزبين |                              |                              |               |               | |         |         |
|                            | العمل                        | العمل                        | 5,650,722     | 54.76         | colspan=2 rowspan=2 data-sort-value="" style="background: #ececec; color: #2C2C2C; vertical-align: middle; text-align: center; " class="table-na" \| — |         |         |
|                            | التحالف الليبرالي/الوطني     | التحالف الليبرالي/الوطني     | 4,668,673     | 45.24         | -2.63 |         |         |
|                            |                              |                              |               |               | |         |         |
| التصويت غير صالح/أبيض      | التصويت غير صالح/أبيض        | التصويت غير صالح/أبيض        | 739,797       | 5.31          | +0.12 | -أجل    | -أجل    |
| المشاركة                   | المشاركة                     | المشاركة                     |               |               | | -أجل    | -أجل    |
| الناخبين المسجلين          | الناخبين المسجلين            | الناخبين المسجلين            |               | -أجل          | -أجل | -أجل    | -أجل    |
| المصدر: AECالـ "إيه سي"    |                              |                              |               |               | |         |         |

### تغيير المقاعد
لم يتنافس الأعضاء المكتوبون بالخط المائل على مقاعدهم مرة أخرى.
| المقعد               | 2022  | 2022             | 2022                            | 2022        | هامش خياري | التأرجح | 2025        | 2025           | 2025   | 2025   |
| المقعد               | الحزب | الحزب            | عضو                             | الحد الأقصى | هامش خياري | التأرجح | الحد الأقصى | عضو            | الحفلة | الحفلة |
| -------------------- | ----- | ---------------- | ------------------------------- | ----------- | ---------- | ------- | ----------- | -------------- | ------ | ------ |
| البنوك، نيوز وولاند  |       | Liberal          | ديفيد كولمان                    | 3.20        | 2.6        |         |             | (زى سوون)      | Labor  |        |
| باس، TAS             |       | Liberal          | بريدجيت آرشر                    | 1.4         |            |         |             | جيس تيسديل     | Labor  |        |
| بنيلونغ، نيوز وولندا |       | Labor            | جيروم لاكسال                    | 0.97        | -0.04      |         |             | جيروم لاكسال   | Labor  |        |
| بونر، كيو.إل.دي      |       | Liberal National | (روس فيستا)                     | 3.4         |            |         |             | كارا كوك       | Labor  |        |
| برادون، TAS          |       | Liberal          | <i id="mwCHc"> (جافن بيرس) </i> | 8.0         |            |         |             | آن أوركوارث    | Labor  |        |
| بريسبان، QLD         |       | الخضراء          | ستيفن بيتس                      | 3.7         |            |         |             | مادونا جاريت   | Labor  |        |
| ديكين، VIC           |       | Liberal          | مايكل سوكر                      | 0.19        | 0.02       |         |             | مات جريغ       | Labor  |        |
| ديكسون، QLD          |       | Liberal National | بيتر دوتون                      | 1.7         |            |         |             | علي فرنسا      | Labor  |        |
| فورد، كيو.إل.دي      |       | Liberal National | بيرت فان مانين                  | 4.2         |            |         |             | روان هولزبرجر  | Labor  |        |
| غريفيث، QLD          |       | الخضراء          | ماكس تشاندلر-ماثر               | 10.5        |            |         |             | ريني كوفي      | Labor  |        |
| هيوز، نيوز وولاند    |       | Liberal          | جيني وير                        | 7.01        | 3.5        |         |             | ديفيد مونكريف  | Labor  |        |
| ليخاردت، كيو.إل.دي   |       | Liberal National | <i id="mwCQ8"> (وارن إتش) </i>  | 3.4         |            |         |             | (مات سميث)     | Labor  |        |
| (منزيس) ، (في سي سي) |       | Liberal          | كيث وولاهان                     | 0.68        | -0.4       |         |             | غابرييل نغ     | Labor  |        |
| مور، واو             |       | المستقل          | إيان غودنيغ                     | 0.66        | 0.9        |         |             | توم فرنسي      | Labor  |        |
| (بيتري) ، (كيلد)     |       | Liberal National | (لوك هوارت)                     | 4.4         |            |         |             | إيما كومر      | Labor  |        |
| ستورت، ساو           |       | Liberal          | جيمس ستيفنز                     | 0.5         |            |         |             | (كلير كلترهام) | Labor  |        |

## العواقب وردود الفعل

### ردود الفعل المحلية
في غضون ثلاث ساعات من إغلاق صناديق الاقتراع على الساحل الشرقي، توقع محلل الانتخابات البارز أنتوني جرين ولاية ثانية لحزب العمال؛ تبع ذلك أيضًا توقع المنظمات الإعلامية الكبرى فوز حزب العمال، بالإضافة إلى خسارة بيتر داتون لمقعده. وأشارت النتائج الأولية إلى أن حزب العمال حصل على مقاعد في جميع الولايات الست. وقد فاز حزب العمال بما لا يقل عن ثلاثة عشر مقعدًا من الائتلاف، بما في ذلك أربعة مقاعد في جنوب شرق كوينزلاند، وثلاثة في سيدني، وكلا المقعدين في شمال تسمانيا. وكان من المتوقع أيضًا أن يفوز حزب العمال بمقعدين داخليين في بريسبان كان يشغلهما حزب الخضر. ظلت النتيجة النهائية موضع شك بالنسبة لستة عشر مقعدًا، نصفها في فيكتوريا.
اعترف داتون بالهزيمة بعد الساعة 9:30 مساءً بقليل وقال كاميرون في خطاب ألقاه في ليلة الانتخابات، إنه اتصل برئيس الوزراء أنتوني ألبانيز لتهنئته على إعادة انتخاب حزب العمال. وفي خطاب اعترافه بالهزيمة، أقر داتون بالأداء الضعيف للائتلاف وتحمل المسؤولية الكاملة عن النتيجة. كما أصبح أول زعيم للمعارضة الفيدرالية يخسر مقعده (الذي فاز به علي فرانس من حزب العمال) في الانتخابات الفيدرالية. وفي ليلة الانتخابات، زعم ألبانيز أنه فاز، وخاطب مؤيديه برسالة الوحدة والتفاؤل، معلنًا أن هذه الليلة "وقت الفرص العميقة لأمتنا". وأكد على أهمية الجهد الجماعي في تشكيل مستقبل البلاد، قائلاً: "لدينا كل ما نحتاجه للاستفادة من هذه اللحظة وجعلها ملكنا، ولكن يجب أن نفعل ذلك معًا".

### ردود الفعل الدولية
- كندا: Prime Minister Mark Carney congratulated Albanese on social media, and stated: "In an increasingly divided world, Canada and Australia are close partners and the most reliable of friends."[79][80]
- إستونيا: Prime Minister Kristen Michal congratulated Albanese on his re-election.[81]
- فرنسا: President Emmanuel Macron congratulated Albanese on his re-election, and said: "In the face of global challenges, Australia and France have so much to achieve together — especially in the Indo-Pacific. Let us continue to write, with ambition and friendship, the new chapter of our partnership."[82]
- الهند: Prime Minister Narendra Modi congratulated Albanese on his victory and re-election. He said that "this emphatic mandate indicates the enduring faith of the Australian people in your leadership. I look forward to working together to further deepen the India-Australia Comprehensive Strategic Partnership and advance our shared vision for peace, stability and prosperity in the Indo-Pacific."[83]
- إندونيسيا: President Prabowo Subianto congratulated Albanese on his reelection as Prime Minister in social media, said that he is looking forward to continuing and strengthening Indonesia's partnership with Australia and work together to address shared challenges and pursue mutual goals in the region and beyond.[84]
- اليابان: Prime Minister Shigeru Ishiba congratulated Albanese on the result of the Australian federal election, saying, "I look forward to continuing to collaborate with you to further develop our relationship, as 'Special Strategic Partners', and to realize a 'Free and Open Indo-Pacific'."[85]
- لاتفيا: President Edgars Rinkēvičs congratulated Albanese on the electoral victory, saying that he is "looking forward to continuing to develop relations between Latvia and Australia, strengthening global and regional security as well as close cooperation in the international organisations."[86]
- ماليزيا: Prime Minister Anwar Ibrahim gave his heartiest congratulations to Albanese on social media, saying that the election results being called swiftly speaks volumes. He then said that Albanese's attention on Southeast Asia did not go unnoticed and hoped to continue engaging together to working together to uphold stability, enhance resilience, and shape a future of shared prosperity.[87]
- نيوزيلندا: Prime Minister Christopher Luxon congratulated Albanese on social media, saying "New Zealand has no better friend and no greater ally than Australia" and looked forward to working together.[88][89]
- النرويج: Prime Minister Jonas Gahr Støre congratulated Albanese on his re-election as Prime Minister of Australia. He said that Norway looks forward to continuing the cooperation with Australia, particularly in important areas such as defence and security.[90]
- بابوا غينيا الجديدة: Papua New Guinea's prime minister James Marape congratulated Albanese on his election win and confirmed that Albanese would attend PNG's independence anniversary celebrations.[89]
- إسبانيا: Prime Minister Pedro Sánchez congratulated Albanese and the Labor Party on social media stating that Australia and Spain would continue working together for social justice and the defense of common values.[91]
- أوكرانيا: President Volodymyr Zelenskyy congratulated Albanese on his electoral victory and wished him continued success in serving the people of Australia and delivering meaningful achievements.[92]
- المملكة المتحدة: Prime Minister Keir Starmer congratulated Albanese on social media, saying that "long distance friendships can be the strongest" and looked forward to "continue to work together" on shared ambitions.[93]
- الولايات المتحدة: Secretary of State Marco Rubio congratulated Albanese on his electoral victory, saying that he is looking forward to "deepening its relationship with Australia to advance our common interests and promote freedom and stability in the Indo-Pacific and globally."[94]

المنظمات
- European Union: President of the European Commission Ursula von der Leyen congratulated Albanese and his party on their victory in the Australian federal election.[95]